# Galium karakulense
Galium karakulense är en måreväxtart som beskrevs av Evgeniia Georgievna Pobedimova. Galium karakulense ingår i släktet måror, och familjen måreväxter. Inga underarter finns listade i Catalogue of Life.